# بوسپرویر
بوسپرویر (انگلیسی: Boceprevir) (INN، نام تجاری Victrelis) یک مهارکننده پروتئاز است که برای درمان هپاتیت ناشی از ویروس هپاتیت سی (HCV) ژنوتیپ ۱ به کار می‌رود. این دارو به محل فعال پروتئین غیر ساختاری HCV 3 متصل می‌شود.